# Timucuan Ecological and Historic Preserve
La Timucuan Ecological and Historic Preserve est une aire protégée américaine à Jacksonville, en Floride. Cette réserve nationale créée le 16 février 1988 protège 190 km2 gérés par le National Park Service. Elle est inscrite au Registre national des lieux historiques depuis le jour de sa création.